# Oliver Christensen
Oliver Christensen (Kerteminde, 22 de marzo de 1999) es un futbolista danés que juega en la demarcación de portero para el SK Sturm Graz de la Bundesliga.

## Selección nacional
Tras jugar con la selección de fútbol sub-18 de Dinamarca, la sub-19, la sub-20 y la sub-21, finalmente el 11 de noviembre de 2020 hizo su debut con la selección de fútbol de Dinamarca en un encuentro amistoso contra Suecia que finalizó con un resultado de 2-0 a favor del combinado danés tras los goles de Jonas Wind y Alexander Bah.

## Clubes
| Club                            | País      | Año       | Partidos | Goles |
| ------------------------------- | --------- | --------- | -------- | ----- |
| Odense Boldklub                 | Dinamarca | 2016-2021 | 69       | 0     |
| Hertha BSC II                   | Alemania  | 2021-2022 | 5        | 0     |
| Hertha BSC                      | Alemania  | 2022-2023 | 36       | 0     |
| ACF Fiorentina                  | Italia    | 2023-2025 | 10       | 0     |
| U. S. Salernitana 1919 (cedido) | Italia    | 2025      | 18       | 0     |
| SK Sturm Graz (cedido)          | Austria   | 2025-     |          |       |